# الدهون البروتينية
الدهون البروتينية هي بروتين مرتبط تساهميًا بجزيئات الدهون، والتي يمكن أن تكون أحماض دهنية أو ستيرولات غالبًا ما تمنحها واجهة للتفاعل مع الأغشية البيولوجية. تتواجد الدهون البروتينية بكثرة في أنسجة المخ ، كما توجد أيضًا في العديد من الأنسجة الحيوانية والنباتية الأخرى.لا ينبغي الخلط بينها وبين البروتينات الدهنية، وهو نوع من التجمع الكروي يتكون من العديد من جزيئات الدهون وبعض البروتينات الدهنية.
اعتمادًا على نوع الأحماض الدهنية المرتبطة بالبروتين، يمكن أن تحتوي الدهون البروتينية غالبًا على مجموعات ميريستويل أو بالميتويل أو برينيل.

## في البكتيريا
تستخدم جميع البكتيريا الدهون البروتينية، والتي يشار إليها أحيانًا بالدهون البروتينية البكتيرية، لأنها تتواجد في غشاء الخلية البكتيرية.

## التفاعلات
ثبت أن الدهون البروتينية يتفاعل مع بروتين المايلين الأساسي.